# Задворный, Виктор Иванович
Виктор Иванович Задворный (род. 1966) — сотрудник советских и российских органов государственной безопасности, генерал-майор.

## Биография
Виктор Иванович Задворный родился в 1966 году. После окончания средней школы поступил в Высшее пограничное командное училище Комитета государственной безопасности при Совете Министров СССР.
После распада СССР продолжил службу в системе Министерства безопасности — Федеральной службы безопасности Российской Федерации на различных должностях в ряде региональных Управлений, пройдя служебный путь до поста заместителя начальника Управления Федеральной службы безопасности Российской Федерации по Алтайскому краю.
С января 2012 года полковник Виктор Иванович Задворный возглавлял Управление Федеральной службы безопасности Российской Федерации по Орловской области.
В 2013 году Задворному было присвоено очередное звание генерал-майора.
Окончил Санкт-Петербургский институт экономики и управления.
В июне 2016 года возглавил Управление Федеральной службы безопасности Российской Федерации по Пермскому краю. В период его руководства этим Управлением в сентябре 2021 года произошло массовое убийство в Пермском государственном университете. Вскоре после этого, в октябре 2021 года, Задворный переехал в Самару, где занял должность заместителя по безопасности и режиму начальника Куйбышевской железной дороги.
Награждён рядом медалей.